# 13599 Lisbon
13599 Lisbon è un asteroide della fascia principale. Scoperto nel 1994, presenta un'orbita caratterizzata da un semiasse maggiore pari a 2,5715827 UA e da un'eccentricità di 0,2497184, inclinata di 7,44230° rispetto all'eclittica.